# Новый путь (фильм в двух частях, 1936)
«Новый путь» (яп. 新道, синдо; англ. The New Road) — японский чёрно-белый фильм-драма с элементами мелодрамы, поставленный по роману Кикути Кана режиссёром Хэйноскэ Госё в 1936 году. Фильм состоит из двух частей, каждая из которых демонстрировалась в кинотеатрах на раздельных сеансах. Названия частей: «Новый путь. История первая — Акэми» (яп. 新道　前篇・朱実の巻, синдо дзэмпэн акэми но маки; англ. The New Road, Part One); «Новый путь. История вторая — Рёта» (яп. 新道　後篇・良太の巻, синдо кохэн рёта но маки; англ. The New Road, Part Two). Перед выпуском в прокат кинолента (обе её части) была подвергнута цензуре и сокращена на 20 % от предполагавшегося режиссёром материала, из-за того, что якобы фильм был направлен на подрыв семейных устоев.

## Сюжет

### История первая — Акэми
Акэми старшая дочь в богатой аристократической семье. Её отец потомок благородного рода, имеет дворянский титул виконта, он глава Министерства иностранных дел Японии и всячески пытается выдать замуж Акэми за дипломата Аоки. Акэми — девушка современных взглядов на жизнь и предназначение женщины, она стремится выйти замуж только по любви и позволяет себе честно и свободно говорить с отцом на эту тему. Поэтому она напрямую ему заявляет, что не выйдет замуж за Аоки, который ей настолько не интересен, что просто раздражает. Тем временем, сестра Акэми, Утако увлечена свободным художником Тору, но он не спешит сделать ей предложение. Ему прежде нужно учиться живописи и для этого он хочет уехать на два года в Париж. Перед отъездом он заверяет Утако, что они непременно поженятся по его возвращении и чтоб она его только дождалась.
Всё внимание Акэми сосредоточено на молодом человеке по имени Иппэй, которого она однажды случайно встретила в горах во время прогулки. Иппэй владелец небольшого бизнеса и увлекается полётами на планёрах, но всё же, по мнению родителей Акэми, он недостаточно образован и вообще не из их круга, а стало быть, они никогда не дадут согласия на этот брак. Мать Иппэя также не особо благоволит избраннице сына. А Акэми тем временем узнаёт о своей беременности. Счастливая девушка пытается дозвониться до Иппэя, чтоб сообщить ему эту радостную новость, но узнаёт о том, что её избранник разбился во время полёта на планёре.

### История вторая — Рёта
Акэми признаётся матери о своей беременности. Она боится сказать об этом отцу и возлагает этот неприятный разговор на мать. На могиле своего возлюбленного Иппэя она случайно встречается с его младшим братом Рётой, которому также рассказывает о том, что ждёт ребёнка. Рёта, после нескольких встреч с Акэми, неожиданно для неё предлагает ей выйти за него замуж. Своим благородным поступком он хочет помочь ей и будущему ребёнку, чтобы тот не появился на свет незаконнорождённым. И, хотя его мать против этого союза, он просит руки Акэми у её отца, который даёт своё согласие и даже желает нести расходы по организации свадьбы. После бракосочетания Рёта и Акэми снимают квартиру. Затем Акэми рожает мальчика, которого они называют именем его погибшего отца. Мать Иппэя и Рёты, неприветливо относившаяся ранее к Акэми, наконец-то признала сноху и рождённого ей внука. Всё вроде бы сложилось у Акэми хорошо. Несчастлива лишь её сестра Утако. После свадьбы Акэми отец принудил её выйти замуж за Аоки. В отличие от своей старшей сестры, безвольная Утако не смогла пойти против воли отца.

## В ролях
- Кинуё Танака — Акэми Мунаката
- Кэн Уэхара — Рёта Кудо
- Сюдзи Сано — Иппэй Кудо
- Хироко Кавасаки — Утако
- Хидэко Такаминэ — Кёко Мунаката
- Син Сабури — Тору Ногами
- Тацуо Сайто — Мунаката, глава семьи
- Мицуко Ёсикава — госпожа Мунаката, его жена
- Фумико Окамура — вдова Кудо, мать Иппэя и Рёты
- Хикару Яманоути — Аоки
- Кэндзи Оояма — Аоно, пилот
- Тисю Рю — пилот-инструктор
- Яэко Идзумо — горничная

## Премьеры
- — национальная премьера 1-й части фильма состоялась 13 ноября 1936 года в Токио[2].
- — национальная премьера 2-й части фильма прошла 2 декабря 1936 года в Токио[3].